# Приманка (Легенда о Корре)
«Приманка» (англ. The Sting) — шестой эпизод второго сезона американского мультсериала «Легенда о Корре».

## Сюжет
Одетые как северяне люди атакуют корабль Варика с поставками Асами и взрывают его через удалённые детонаторы. Эска и Десна ждут отца у портала на южном полюсе, и он выходит из мира духов, разочаровываясь, что дети не поймали Аватара. Они говорят, что Корра погибла, когда на неё напал дух. Тем временем в кинотеатре проходит премьера фильма Варика с Болином в главной роли, играющим Нактака. Кино должно воодушевить народ на поддержку южного племени Воды, чтобы они заставили президента отправить Объединённые Силы на гражданскую войну. Жу Ли сообщает Варику, что его корабль был захвачен. Асами делится своими переживаниями по этому поводу с Мако, ведь её компания на грани банкротства. Полиция допрашивает капитана судна и подозревает северян в нападении, но Мако не верит. Он показывает найденный удалённый взрыватель, который использовали злоумышленники, и предлагает идею по поимке преступников, однако Бейфонг отказывает. На улице Мако рассказывает Асами про операцию «Приманка», и девушка предлагает провернуть это незаконно. Варик предоставляет им корабль, которым они хотят заманить злодеев. Они загружают судно пустыми контейнерами, и Асами надеется на присоединение Корры к миссии, но Мако, расставшийся с ней, отвечает, что она не в городе, и идёт к брату. Дома он видит купающегося в ванне Болина, который отказывает ему в помощи, как когда-то сделал брат. Тогда Мако ведёт Асами к Тройной Угрозе и обращается за поддержкой к головорезам. Он обещает, что его девушка Аватар вернёт им магию, забранную Амоном, а Асами предлагает технологии своей компании, и бандиты соглашаются на сделку.
Корабль-приманка плывёт к месту, где обычно совершаются нападения, и Мако, общаясь с Пином, рассказывает, что расстался с Аватаром, во что бандиты не верят. На съёмках новой части фильма Болин не по сценарию целует свою коллегу, которая ему нравится, из-за чего актриса злится. На корабле Мако слышит какой-то шум и идёт по судну, подслушивая разговор некоторых бандитов, узнавая, что их наняли отвлекать его и Асами. Он рассказывает об этом девушке, и они уплывают с корабля на лодке, но Тройная Угроза преследует их. Героям удаётся оторваться от бандитов, но, вернувшись на склад, они обнаруживают, что технику Асами украли. Мако поддерживает подругу, и она целует его. На следующий день он выпытывает у Пина, кто нанял бандитов для отвлечения, и негодяй признаётся, что неизвестный сказал им, что его босс заплатит хорошие деньги триаде за это дело. Мако идёт к брату на съёмки и хочет поговорить с Вариком, спрашивая Болина, где он, но родственник этого не знает, ибо занят репетицией. Начинается съёмка сцены со взрывами, и Мако поражается спецэффектам. Техник показывает ему удалённый детонатор «Варик Индастриз», и Мако понимает, что за всем стоял Варик. Он приходит к Асами и видит, что она продала этому бизнесмену последний пакет акций своей компании, чему тот очень рад. Он не решает говорить Асами о преступлениях Варика в его присутствии и обещает лишь доказать вину того, кого подозревает. Корра приходит в себя на острове, и её находят священники нации Огня, но она ничего не помнит.

## Отзывы

Динамика оценок IGN к эпизодам 2 сезона мультсериала

Макс Николсон из IGN поставил эпизоду оценку 8,4 из 10 и написал, что серия напоминает «Театр на Угольном острове» из «Легенды об Аанге» из-за фильма Варика. Эмили Гендельсбергер из The A.V. Club поставила эпизоду оценку «B+» и посчитала, что «это самая приятная серия в этом сезоне». Майкл Маммано из Den of Geek дал эпизоду 2 звезды из 5 и разочаровался предательством Варика. Главный редактор The Filtered Lens, Мэтт Доэрти, поставил серии оценку «A-» и написал, что «это был один из его любимых эпизодов сезона». Мордикай Кнод из Tor.com отметил, что «это была довольно хорошая серия… довольно хорошая серия без Корры».
Эпизод собрал 1,95 миллиона зрителей у телеэкранов США.